# Колупаевка (Челябинская область)
Урицкого (ранее Колупаевка) — посёлок в Советском районе Челябинска. Расположен юго-западнее железнодорожного вокзала.

## История
Посёлок Колупаевка был основан около 1900 года при заимке Колупаевых. Жители занимались в основном сельским хозяйством. На 1901 год в заимке Колупаева Становской волости Челябинского уезда Оренбургской губернии в 5 дворах числилось 30 жителей. В 1916 году в Колупаевке в четырёх дворах проживало 58 казаков и в 306 дворах — 2089 переселенцев. В 1917 году включен в черту города. Время присвоения нового названия пока не установлено, на карте 1927 года ещё Колупаевка, на 1935 год — посёлок Урицкого.